# آگوستو پستانا
آگوستو پستانا (به پرتغالی: Augusto Pestana) یک شهرداری در برزیل است که در ریو گرانده جنوبی واقع شده‌است. آگوستو پستانا ۳۴۷٫۴۴ کیلومتر مربع مساحت و ۶٬۶۰۲ نفر جمعیت دارد و ۳۹۰ متر بالاتر از سطح دریا واقع شده‌است.